# 不等叶华溪蟹
不等叶华溪蟹（学名：Sinopotamon uneapuum）为溪蟹科华溪蟹属的动物。在中国大陆，分布于江西等地，常见于海拔400 米左右山溪石块下、溪底多为沙质。